# Mexicana Universal 2026
Mexicana Universal 2026 será la 7.ª edición del certamen Mexicana Universal el cual se realizará a mediados del 2026 en una sede por confirmar. Se espera que los treinta y dos estados de la República Mexicana y una de la Comunidad mexicana en los Estados Unidos estén representados en la final nacional.
Al final del evento la ganadora de Mexicana Universal 2025 coronará a su sucesora.

## Candidatas
| Estado           | Candidata                        | Edad | Estatura | Residencia     |
| Coahuila         | Andrea Treviño de León           | 22   | 1.75     | Piedras Negras |
| Estado de México | Blanca Janetzy Cuevas Rodríguez  | 26   | 1.77     | Huixquilucan   |
| Hidalgo          | Grecia Guadalupe Zambrano Orozco | 24   | 1.72     | Tasquillo      |
| Morelos          | Zulema Natarén Peña              | 23   | 1.75     | Cuernavaca     |
| Nayarit          | Jashia Alegría Sánchez           | 20   | 1.78     | Acaponeta      |
| Quintana Roo     | Karina Donají Rodríguez Ceja     | 26   | 1.74     | Cancún         |
| Zacatecas        | Araceli Aguilar Pérez            | 25   |          | Nochistlán     |

## Crossovers
| Teen Universe - 2024: Nayarit - Jasha Alegría (Top 10) Miss México - 2023: Estado de México - Janetzy Cuevas (Top 16) - Representando a Guanajuato Miss México Elite - 2023: Estado de México - Janetzy Cuevas (1.ª Finalista) - Representando a Guanajuato Miss Globe México - 2023: Morelos - Zulema Natarén (1.ª Finalista) - Representando a Ciudad de México Miss Beauty México - 2021: Coahuila - Andrea Treviño Teen Universe México - 2023: Nayarit - Jasha Alegría (Ganadora) | Mexicana Universal Ciudad de México - 2025: Morelos - Zulema Natarén (2.ª Finalista) Miss Coahuila - 2023: Coahuila - Andrea Treviño (1.ª Finalista) Miss Guanajuato - 2021: Estado de México - Janetzy Cuevas (Ganadora) Miss Hidalgo - 2018: Hidalgo - Grecia Zambrano Miss Globe Ciudad de México - 2023: Morelos - Zulema Natarén (Ganadora) Miss Beauty Coahuila - 2021: Coahuila - Andrea Treviño (Ganadora) Teen Universe Nayarit - 2022: Nayarit - Jasha Alegría (Ganadora) |